# Porozumienie bez przemocy
Porozumienie bez przemocy (ang. Nonviolent Communication, skrót NVC), porozumienie współczujące, w skrócie PBP – sposób porozumiewania się opracowany przez Marshalla Rosenberga, który dzięki skupieniu uwagi na pewnych aspektach komunikatu rozmówcy oraz własnego (mianowicie na uczuciach i potrzebach), a także specyficznym formom posługiwania się językiem, pozwala na całkowite wyeliminowanie lub co najmniej ograniczenie możliwości wystąpienia przemocy w dialogu w jakiejkolwiek formie, psychicznej lub fizycznej. Człon „nonviolent” w nazwie pochodzi od „nonviolence” w rozumieniu Mahatmy Gandhiego - oznacza „naturalny stan współodczuwania, który osiągamy wtedy, gdy przemoc ustąpi z naszego serca”.
PBP jest formą dialogu, na który składają się dwie fazy: 
- empatia – wysłuchanie rozmówcy z głębokim współczuciem

oraz 
- szczere wyrażenie siebie.

Formalnie każda z tych faz składa się jeszcze z czterech elementów: spostrzeżenia (czyli konkretnych działań, które wpłynęły na to, jak się czujemy), uczucia (czyli tego, co poczuliśmy wobec zaobserwowanych działań), potrzeby (czyli tego, z czego wynikają nasze uczucia), prośby (czyli tego, co może zrobić partner dialogu, aby wzbogacić nasze życie wyrażone w formie działań pozytywnych – tego, co chcemy, żeby dla nas zrobił, a nie tego, czego ma nie robić).

## Model PBP
Metoda zakłada, że ilekroć zwracamy się do kogoś lub ilekroć ktoś zwraca się do nas, tylekroć robi to z zamiarem przedstawienia swoich potrzeb, chcąc sprawdzić, czy będziemy w stanie te potrzeby zaspokoić, rzadziej robi to w celu podziękowania nam za już zaspokojone potrzeby. Potrzeby owe, w zależności od tego, czy są zaspokojone czy też nie, wywołują w nas przyjemne lub przykre uczucia. Sposób, w jaki nauczono nas posługiwać się językiem, zazwyczaj uniemożliwia nam przedstawienie tych potrzeb tak, żebyśmy mieli szanse na ich zaspokojenie, a jeszcze częściej w ogóle nie jesteśmy świadomi tego, co czujemy w danym momencie i jakie potrzeby kryją się za tymi uczuciami. 
Faza I - empatyczny odbiór komunikatu rozmówcy przy pomocy poniższych elementów PBP:
1. Spostrzeżenia – pytam rozmówcę o konkretne wydarzenia, nie osądzając ani nie krytykując – ten element można pominąć, jeżeli rozmówca oczekuje od nas, abyśmy go tylko wysłuchali.
2. Uczucia – pytam o konkretne uczucia, których domyślam się, że rozmówca doświadcza w obliczu tego, co spostrzegł, za którymi kryją się jego:
3. Potrzeby – pytam o potrzeby, pragnienia, oczekiwania, które domyślam się, że kryją się za uczuciami rozmówcy.
4. Prośby – upewniam się, że rozmówca prosi nas o zaspokojenie swojej potrzeby, nie słysząc w jego słowach tonu żądania - element pomija się, gdy rozmówca oczekuje od nas, abyśmy go tylko wysłuchali.

Faza II - szczere wyrażenie siebie, przy pomocy poniższych elementów PBP:
1. Spostrzeżenia – mówię o tym, co spostrzegam, bez krytyki i osądu – ten element pomija się, gdy chcemy poprosić rozmówcę o to, aby nas tylko wysłuchał (empatia).
2. Uczucia – mówię o konkretnych uczuciach, które pojawiają się we mnie pod wpływem spostrzeżeń, za którymi kryją się nasze:
3. Potrzeby – wyrażam swoją potrzebę, pragnienie, oczekiwanie, które wywołuje we mnie dane uczucia.
4. Prośby – proszę rozmówcę o konkretne działanie, które mógłby podjąć, aby zaspokoić moją potrzebę, niczego nie żądając – element pomija się, jeżeli chcemy, aby rozmówca nas tylko wysłuchał.